# Wemaers-Cappel
Wemaers-Cappel è un comune francese di 253 abitanti situato nel dipartimento del Nord nella regione dell'Alta Francia.

## Società

### Evoluzione demografica
Abitanti censiti